# 小石城事件

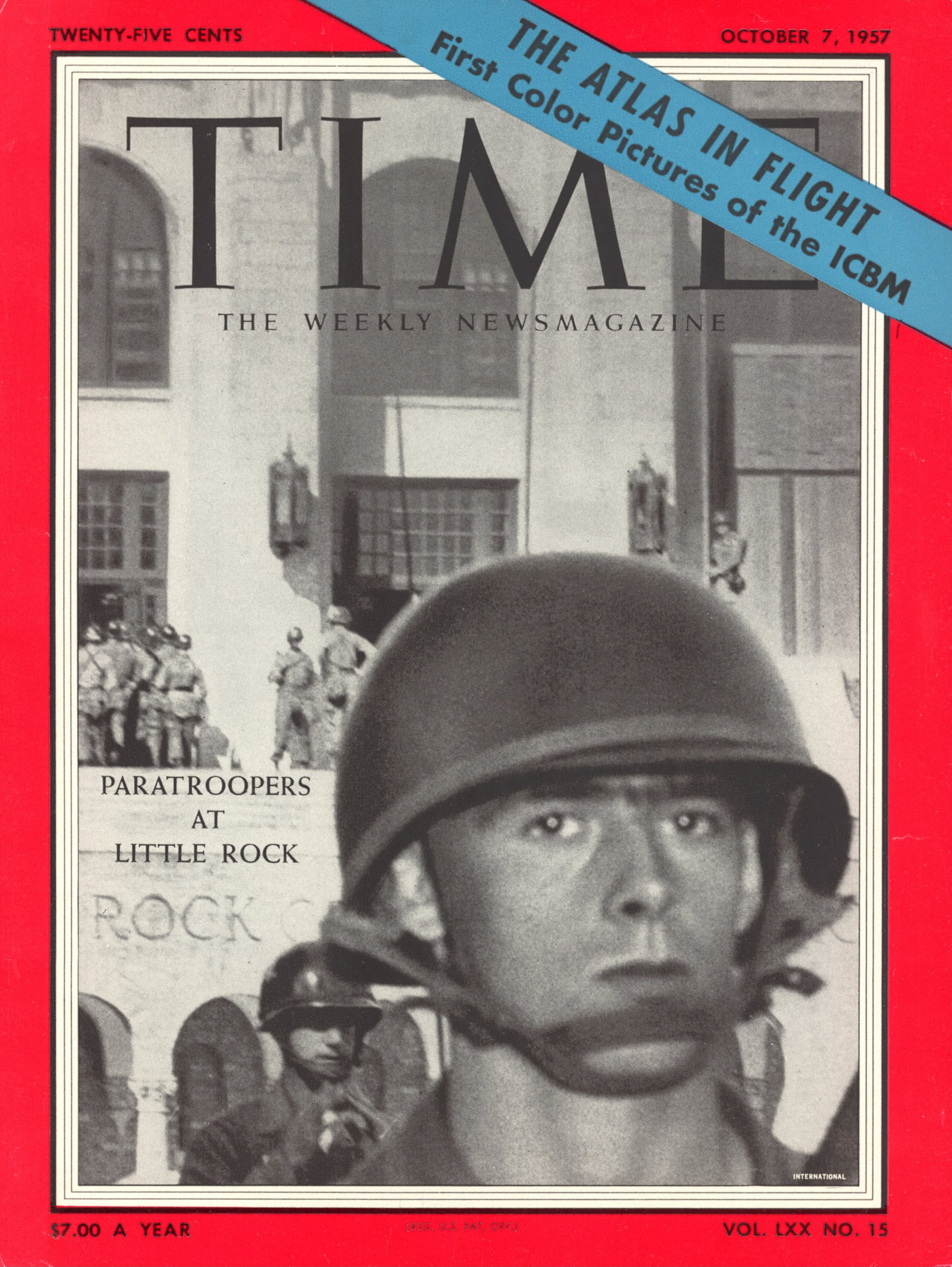
美国TIME杂志封面的小石城事件

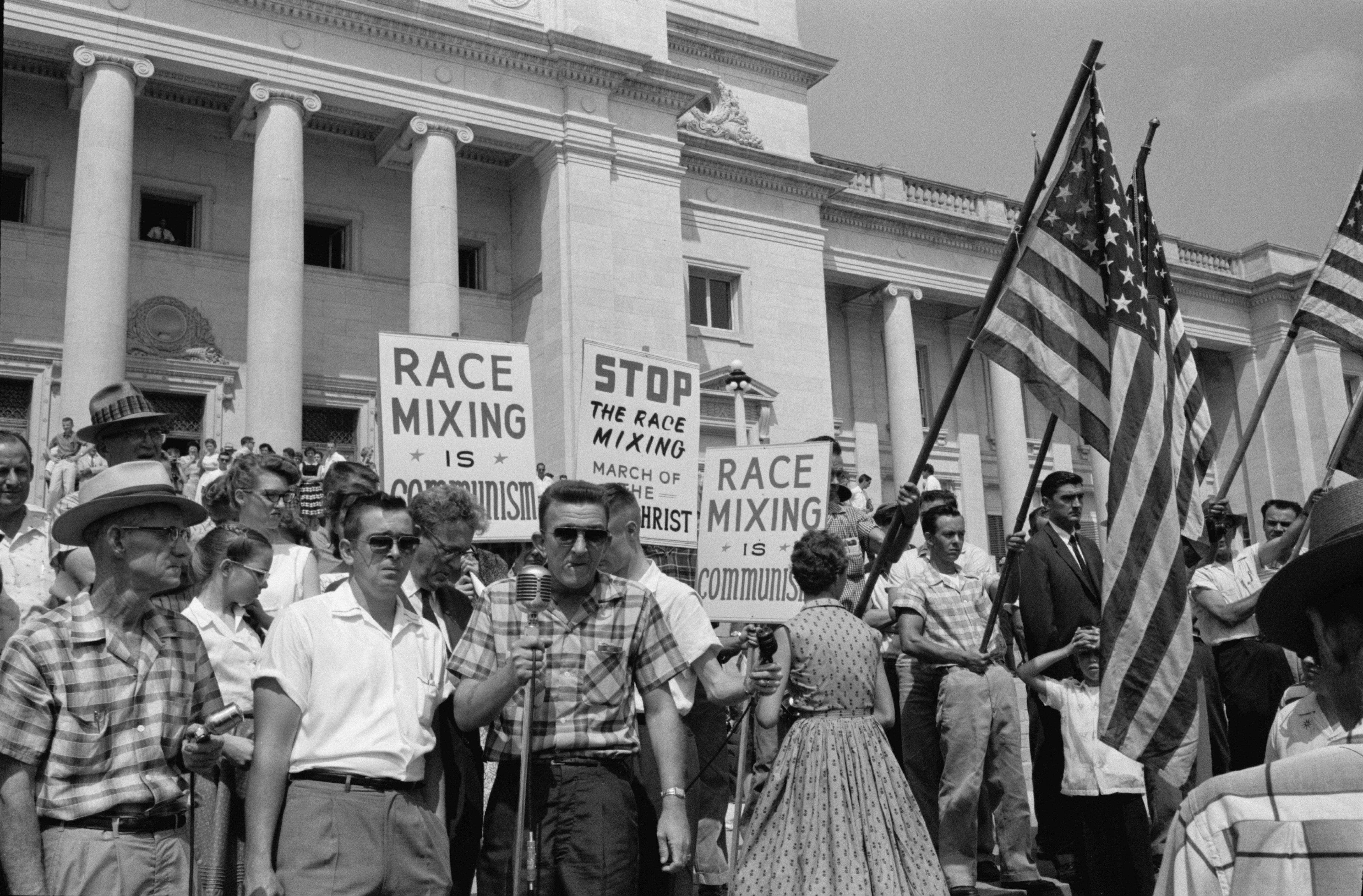
反对黑人與白人混合同校上学的白人。纸牌上面写著「人种混合是共产主义」「反对反基督行为之人种混合」

小石城事件（英语：Little Rock Nine或“小石城九人事件”）是指1957年发生在美国阿肯色州小石城的非裔美国人学生进入当地小石城中央中学就读的事件。小石城中央中学开始招收非裔学生是事件的导火線，起初支持种族隔离的阿肯色州州长Orval Faubus阻止学生进入学校，后来在美国总统艾森豪介入并动用军队干預后，学生才得以进入学校。
美国最高法院在1954年5月17日在布朗诉托皮卡教育局案中裁决，在学校中建立种族隔离制度违宪，并呼吁美国的所有学校废除种族隔离。最高法院宣布判决后，美国全国有色人种协进会（NAACP）试图讓黑人前往南方州白人学校就讀。在阿肯色州首府小石城，中央中学董事会同意按照法院裁决让黑白学生同校，中学负责人Virgil Blossom于1955年5月24日提出了一个让黑白学生渐进融合的计划，这个计划得到了一致批准，并计划在1957年9月开始实施。
到1957年，美国全国有色人种协进会（NAACP）在以前只招收白人学生的小石城中央中学为黑人学生注册登记，挑选出了9名优秀的黑人学生。这些学生被称作“小石城九人”，他们的名字是 Ernest Green （1941–），Elizabeth Eckford （1941–），Jefferson Thomas （1942–2010），Terrence Roberts （1941–），Carlotta Walls LaNier （1942–），Minnijean Brown-Trickey （1941–），Gloria Ray Karlmark （1942–），Thelma Mothershed-Wair （1940–），和Melba Pattillo Beals （1941–），其中Ernest Green是小石城中央中学第一位非裔美国人毕业生。

## 国民警卫队封锁学校
一些种族隔离主义者在议会进行抗议，并阻止黑人学生进入学校。1957年9月4日，阿肯色州州长Orval Faubus部署国民警卫队来支持这些种族隔离主义者。士兵阻止学生进入学校，成了当时美国的头条新闻。九名学生之一的Elizabeth Eckford后来回忆：
他们离我们越来越近……有人开始喊了起来……我在人群中寻找友好的面孔，也许谁能帮助我们。我看到一位老女人，她的脸看起来很慈祥，但我再次看向她时她向我吐口水。
9月9日，小石城中央中学发表声明谴责州长在学校附近部署士兵的行为，9月12日学校呼吁小石城市民为学生祈祷。总统艾森豪威尔会见了阿肯色州州长试图让他降低事态，并警告他不要违抗最高法院的裁决。

## 总统派军队干预
支持黑人学生的小石城市长Woodrow Wilson Mann向艾森豪威尔总统请求联邦军队的干预。9月24日，艾森豪威尔总统下令美国陆军部队第101空降师前往小石城，整个阿肯色州国民警卫队10,000多人被联邦接管，随后101空降师护送黑人学生进入学校。